# Ambar avec kotobanja de la famille Galečić
L'ambar avec kotobanja de la famille Galečić (en serbe cyrillique : Амбар са котобањом породице Галечић ; en serbe latin : Ambar sa kotobanjom porodice Galečić) est situé à Golubinci, dans la province de Voïvodine, dans le district de Syrmie et dans la municipalité de Stara Pazova, en Serbie. Il est inscrit sur la liste des monuments culturels d'importance exceptionnelle de la république de Serbie (identifiant no SK 1049).

## Présentation
L'ambar (grenier) avec sa kotobanja (sorte de séchoir à maïs) est situé 64 rue Pazovačka (« rue de Pazova »). Il a été construit en 1913 par le maître d'œuvre Petar Dešić, membre de la famille de constructeurs Dešić de Golubinci.
Le bâtiment repose sur un socle en briques ; au-dessus, des planches en bois placées à la verticale sont tenues par les piliers de construction ; au centre de ces piliers se trouvent un cercle décoré de feuilles de chêne ; on accède à l'étage par un escalier en bois. La façade sur rue, construite en maçonnerie, est richement ornée ; elle présente deux niches cintrées entourées de pilastres cannelés couronnés par des chapiteaux ; le pignon du toit est décoré de volutes avec des acrotères latéraux.
Cet ambar est caractéristique de l'architecture économique rurale de Syrmie.